# 579785 Kepesgyula
579785 Kepesgyula este o planetă minoră (asteroid) din centura de asteroizi. A fost descoperită pe 7 octombrie 2010 la Piszkéstetői Obszervatórium⁠(d) de . 
Obiectul prezintă o orbită caracterizată de o semiaxă mare de 2,4363871268386 UAi, o excentricitate de 0,098689850859318, o înclinație de 5,654834298815 ° în raport cu ecliptica.